# David Graeber
David Rolfe Graeber (12. února 1961 New York – 2. září 2020 Benátky) byl americký antropolog a anarchistický aktivista, profesor antropologie na London School of Economics.. Známé jsou jeho knihy Dluh. Prvních 5000 let (2011, č. 2012), Bullshit Jobs: A Theory (2018) a široce sdílený esej Práce na hovno z roku 2013.

## Život a činnost
Narodil se do politicky aktivní židovské rodiny. Antropologii studoval v New Yorku a Chicagu, dva roky se věnoval antropologickému výzkumu na Madagaskaru.
Jako odborný asistent a docent antropologie na Yaleově univerzitě se specializoval v letech 1998–2007 na teorii hodnoty a sociální teorii. Univerzitní rozhodnutí neprodloužit jeho pozici, když byl způsobilý pro další funkční období, vyvolalo akademickou kontroverzi. Následně se mezi lety 2007–2013 věnoval sociální antropologii na londýnské univerzitě Goldsmiths.
Graeberův aktivismus zahrnoval protesty proti Světovému ekonomickému fóru. Patřil ke klíčovým postavám hnutí Occupy Wall Street a pravděpodobně je autorem známého sloganu „We are the 99 %“.

## Publikované knihy

### Česky
- GRAEBER, David, Dluh. Prvních 5000 let. Brno: Bizbooks 2012. ISBN 978-80-265-0044-5
- GRAEBER, David, Fragmenty anarchistické antropologie, tranzit.cz 2013
- Revoluční ekonomie: O systému a lidech: Rozhovor s Romanem Chlupatým, Nakladatelství 65. pole 2013 (rozhovory Romana Chlupatého s Tomášem Sedláčkem a Davidem Graeberem)
- GRAEBER, David, Revoluce naopak. Olomouc: Broken Books 2014. ISBN 978-80-905309-6-6
- GRAEBER, David, Utopie pravidel, Prostor 2017

### Anglicky
- GRAEBER, David. Toward an Anthropological Theory of Value: The False Coin of Our Own Dreams. New York: Palgrave Macmillan, 2001. ISBN 978-0-312-24044-8.
- GRAEBER, David. Fragments of an Anarchist Anthropology. Chicago: Prickly Paradigm Press (distributed by University of Chicago Press), 2004. ISBN 978-0-9728196-4-0.
- GRAEBER, David. Lost People: Magic and the Legacy of Slavery in Madagascar. Bloomington: Indiana University Press, 2007. ISBN 978-0-253-34910-1.
- GRAEBER, David. Possibilities: Essays on Hierarchy, Rebellion, and Desire. Oakland, CA: AK Press, 2007. ISBN 978-1-904859-66-6.
- GRAEBER, David. Direct Action: An Ethnography. Edinburgh Oakland: AK Press, 2009. ISBN 978-1-904859-79-6.
- GRAEBER, David. Debt: The First 5000 Years. Brooklyn, N.Y.: Melville House, 2011. ISBN 978-1-933633-86-2.
- GRAEBER, David. Revolutions in Reverse: Essays on Politics, Violence, Art, and Imagination. London New York: Minor Compositions / Autonomedia, 2011. ISBN 978-1-57027-243-1.
- GRAEBER, David. The Democracy Project: A History, a Crisis, a Movement. New York: Spiegel & Grau, 2013. Dostupné online. ISBN 9780812993561.
- GRAEBER, David. The Utopia of Rules: On Technology, Stupidity, and the Secret Joys of Bureaucracy. [s.l.]: Melville House, 2015. ISBN 978-1-61219-375-5.
- GRAEBER, David; SAHLINS, Marshall. On Kings. [s.l.]: Hau Books, 2017. ISBN 978-0-9861325-0-6.
- GRAEBER, David. Bullshit Jobs: A Theory. [s.l.]: Penguin, 2018. ISBN 978-0241263884.
- GRAEBER, David, WENGROW, David. The Dawn of Everything: A New History of Humanity. Farrar, Straus and Giroux, 2021. ISBN 978-0-374-15735-7. (anglicky)